# Alwyn MacArchill
Alwyn MacArchill (... – 1155 circa) fu un ricco signore scozzese, uomo di fiducia dei re di Scozia Davide I e Malcolm IV. Fu inoltre il capostipite dei Conti di Lennox.

## Biografia
Alwyn MacArchill compare in numerosissimi decreti-legge di Davide I e Malcolm IV. Il suo nome compare quattro volte come Alfwin, sei volte come Alwyn e una come Algune. Il padre, da cui prende il patronimico, era noto come Arkil, Arcill e Archil.
Alwyn MacArchill fu detentore del titolo di rannair (distributore di cibo e provviste) di Scozia. Di probabili origini nobili (discenderebbe da una casata del Northumbria), Alwyn possedette molte terre tra Haddington e Athelstaneford. Divenuto vassallo di fiducia del re di Scozia, fu nominato capo degli steward reali. Come rannair sovrintendeva la preparazione dei banchetti del re. Fu sposato con una certa Ede. Suo figlio, Gilleandrais, gli succedette nel titolo di rannair.
Il biografo di Aelredo di Rievaulx, Walter Daniel, cita Alwyn MacArchill, descrivendolo come un malfidato calunniatore, che tuttavia si fece amico Aelredo per restare nelle grazie del re.